# 니마정 (2005년)
니마정(仁摩町)은 시마네현 중앙부에 존재했던 정이며 니마군에 속했다.
2005년 10월 1일 , 오다시, 유노쓰정과 합병해 새로운 오다시가 되어 폐지되었다.

## 지리
시마네현의 중앙부에 위치하고 동쪽은 오다시, 남쪽은 유노쓰정에 접하고 서쪽은 동해에 면한다. 총 면적의 76%가 구릉 지대로 밭농사와 어업이 주 산업이었다. 예로부터 미장의 출세지로도 유명하다.

## 역사
- 1954년 4월 1일 - 니마정(仁万町), 다쿠노정, 마지촌, 오구니촌이 합병해 니마정이 성립하였다.
- 2005년 10월 1일 - 오다시, 유노쓰정과 합병해 새로운 오다시가 성립하였다. 동일 니마정과 함께 니마군은 폐지되었다.

## 교통

### 철도
- 서일본 여객철도 산인 본선

### 도로
- 국도 9호선